# 馬場悠男
馬場 悠男（ばば ひさお、1945年 - ）は、日本の人類学者。国立科学博物館名誉研究員・名誉館員。日本人類学会元会長。学位は医学博士（1983年、東京大学）。専門は自然人類学。

## 経歴
東京都生まれ。東京都立新宿高等学校、東京大学理学部生物学科人類学課程卒業。東京大学大学院理学系研究科修士課程修了、博士課程中退。千葉大学医学部助手、獨協医科大学助手・講師・助教授を経て、国立科学博物館人類研究部主任研究官・室長・部長、東京大学大学院理学系研究科生物科学専攻教授を歴任した。人類形態進化学を専門とし、ジャワ原人の発掘調査に長年取り組んだ。また、国立科学博物館では新館の人類進化コーナーの監修や特別展に多く関与した。